# Самсонов, Константин Яковлевич
Константин Яковлевич Самсонов (3 июня 1916, Москва — 15 декабря 1977, там же) — полковник, участник штурма рейхстага, Герой Советского Союза.

## Биография
Родился в семье рабочего. Русский. Окончил 7 классов и школу фабрично-заводского ученичества (ФЗУ). Работал слесарем на заводе, затем на строительстве московского метро.

Могила Самсонова на Новодевичьем кладбище Москвы

В Красной Армии с 1937 года. В 1939 году окончил курсы младших лейтенантов. Член ВКП(б) с 1940 года.
На фронтах Великой Отечественной войны с мая 1943 года. В 1944 году окончил Курсы усовершенствования командного состава. Вскоре старший лейтенант Самсонов К. Я. назначен командиром 1-го стрелкового батальона 380-го стрелкового полка 171-й стрелковой дивизии 3-й ударной армии 1-го Белорусского фронта.
В апреле 1945 года старший лейтенант Самсонов К. Я. командовал батальоном при взятии Берлина и штурме рейхстага.
Указом Президиума Верховного Совета СССР от 8 мая 1946 года за умелое руководство батальоном, образцовое выполнение боевых заданий командования и проявленные мужество и героизм в боях с немецко-фашистскими захватчиками старшему лейтенанту Самсонову Константину Яковлевичу присвоено звание Героя Советского Союза.
После войны продолжил службу в армии и в 1952 году окончил Военно-политическую академию. Работал старшим преподавателем в Московском институте инженеров транспорта. В 1965 году на Параде Победы нёс Знамя Победы. С 1968 года полковник Самсонов К. Я. — в запасе.
О своём участии в Великой Отечественной войне написал книгу «Штурм рейхстага», вышедшую в свет в 1955 году.
Константин Яковлевич Самсонов скончался 15 декабря 1977 года. Похоронен на Новодевичьем кладбище.
Его имя носит ГБОУ города Москвы «Школа № 667 имени Героя Советского Союза К.Я. Самсонова».

## Награды
- Медаль «Золотая Звезда» Героя Советского Союза № 6970;
- орден Ленина;
- орден Александра Невского;
- два ордена Красной Звезды;
- медали.